# Oribacterium sinus
Oribacterium sinus è una specie di batterio appartenente alla famiglia delle Lachnospiraceae.